# Карабулак (гора)
Карабула́к — гірська вершина у північно-східній частині Великого Кавказу. Знаходиться на півночі Азербайджану.